# ГЭОТАР-Медиа
Издательская группа «ГЭОТАР-Медиа» — российское издательство медицинской литературы. Основано в 1994 году Гузелью Улумбековой.
На 2010 год «ГЭОТАР-Медиа» являлось крупнейшим медицинским издательством в России.

## Деятельность
По состоянию на 2009 год в издательстве ежегодно издаётся около 400 книг академического и учебного профиля — монографий, медицинских атласов, учебников, справочников, руководств, электронных образовательных систем. Среди изданных книг — первый в России перевод Энциклопедического медицинского словаря Стедмана (1996), Атлас анатомии человека Ф. Неттера (2007), Государственной Фармакопеи США (2009). Лауреат премии «Книга года 2006» в номинации «Здоровье нации». Издательство принимает участие в осуществлении образовательных проектов Ассоциации медицинских обществ по качеству, Всероссийского научного общества кардиологов, Российского общества онкологов и др. По количеству наименований, выпущенных в 2008 году, издательство заняло 60 место в списке крупнейших российских издательств.
Подрядчик по информационному сопровождению приоритетного национального проекта «Здоровье». В 2007 году в отдельных СМИ появились публикации о том, что издательство якобы предлагало коммерческое размещение информации о лекарственных средствах в брошюрах, подготовленных в рамках приоритетного национального проекта, однако эта информация была опровергнута министерством.